# Somerville-Insel
Die Somerville-Insel (französisch Îlot Somerville) ist eine kleine Insel im Wilhelm-Archipel vor der Graham-Küste des Grahamlands im Norden der Antarktischen Halbinsel. Sie liegt 6 km südwestlich der Berthelot-Inseln und 4 km nordwestlich der Darboux-Insel.
Teilnehmer der Fünften Französischen Antarktisexpedition (1908–1910) unter der Leitung des Polarforschers Jean-Baptiste Charcot entdeckten sie. Charcot benannte sie nach David Maitland Makgill Crichton Somerville (1850–1915), britischer Prokonsul in Christiania, der die Anfertigung von Kleidung und Ausrüstung für die Forschungsreise beaufsichtigt hatte.